# Стрешак
Стрешак (на сръбски: Стрешак или Strešak) е село в Югоизточна Сърбия, Пчински окръг, Град Враня, община Враня.

## География
Селото се намира в котловината Поляница. Отстои на 26,6 км северно от окръжния и общински център Враня, на 3,8 км източно от село Градня, на 3,6 км югоизточно от село Крушева Глава, на 7,1 км югозападно от село Сърнечи Дол и на 5,4 км северозападно от село Солачка Сена.

## История
По време на Първата световна война селото е във военновременните граници на Царство България, като административно е част от Вранска околия на Врански окръг.

## Население
Според преброяването на населението от 2011 г. селото има 66 жители.

### Етнически състав
Данните за етническия състав на населението са от преброяването през 2002 г.
- сърби – 118 жители (99,15%)
- румънци – 1 жител (0,85%)